# المپیک زمستانی ۲۰۰۲
بازی‌های المپیک زمستانی ۲۰۰۲ (به انگلیسی: XIX Olympic Winter Games) در شهر سالت لیک سیتی مرکز ایالت یوتا، ایالات متحده آمریکا برگزار شد. تاریخ شروع این بازی‌ها ۸ فوریه سال ۲۰۰۲ بود و در تاریخ ۲۴ فوریه سال ۲۰۰۲ پایان یافت.
در این دوره از بازی‌ها نروژ با ۱۳ طلا، ۵ نقره و ۷ برنز مقام اول این رقابت‌ها را به دست آورد. کشور آلمان با ۱۲ طلا، ۱۶ نقره و۸ برنز با یک پله سقوط نسبت به دوره قبل دوم شد. ایالات متحده آمریکا با۱۰ طلا، ۱۳ نقره و ۱۱ برنز مقام سوم را کسب کرد. تیم ایران نیز نتوانست هیچ مقامی به دست آورد.

## ورزش‌ها
1. ورزش دوگانه
  -  ورزش دوگانه (۸) (جزئیات)
2. بابسلد
  -  بابسلد (۳) (جزئیات)
  -  اسکلتون (۲) (جزئیات)
3. کرلینگ
  -  کرلینگ (۲) (جزئیات)
4. هاکی روی یخ
  -  هاکی روی یخ (۲) (جزئیات)
5. لژسواری
  -  لژسواری (۳) (جزئیات)
6. اسکیت
  -  اسکیت نمایشی (۴) (جزئیات)
  -  اسکیت سرعت مسیر کوتاه (۸) (جزئیات)
  -  اسکیت سرعت (۱۰) (جزئیات)
7. اسکی
  -  اسکی آلپاین (۱۰) (جزئیات)
  -  اسکی صحرانوردی (۱۲) (جزئیات)
  -  اسکی نمایشی (۴) (جزئیات)
  -  نوردیک ترکیبی (۳) (جزئیات)
  -  اسکی پرش (۳) (جزئیات)
  -  اسنوبردسواری (۴) (جزئیات)

## کشورهای شرکت‌کننده
- آندورا (۳)
- آرژانتین (۱۱)
- ارمنستان (۹)
- استرالیا (۲۷)
- اتریش (۹۰)
- جمهوری آذربایجان (۴)
- بلاروس (۶۴)
- بلژیک (۶)
- برمودا (۱)
- بوسنی و هرزگوین (۲)
- برزیل (۱۰)
- بلغارستان (۲۳)
- کامرون (۱)
- کانادا (۱۵۰)
- شیلی (۶)
- چین (۶۶)
- کاستاریکا (۱)
- کرواسی (۱۴)
- قبرس (۱)
- جمهوری چک (۷۶)
- دانمارک (۱۱)
- استونی (۱۷)
- فیجی (۱)
- فنلاند (۹۸)
- فرانسه (۱۱۴)
- گرجستان (۴)
- آلمان (۱۵۷)
- بریتانیای کبیر (۴۹)
- یونان (۱۰)
- هنگ کنگ (۲)
- مجارستان (۲۵)
- ایسلند (۶)
- هند (۱)
- ایران (۲)
- ایرلند (۶)
- اسرائیل (۵)
- ایتالیا (۱۱۲)
- جامائیکا (۲)
- ژاپن (۱۰۳)
- قزاقستان (۵۰)
- کنیا (۱)
- کره جنوبی (۴۸)
- قرقیزستان (۲)
- لتونی (۴۷)
- لبنان (۲)
- لیختن‌اشتاین (۸)
- لیتوانی (۸)
- مقدونیه (۲)
- مکزیک (۳)
- مولداوی (۵)
- موناکو (۵)
- مغولستان (۴)
- نپال (۱)
- هلند (۲۷)
- نیوزیلند (۱۰)
- نروژ (۷۷)
- لهستان (۲۷)
- پورتوریکو (۲)
- رومانی (۲۱)
- روسیه (۱۵۱)
- سان مارینو (۱)
- اسلواکی (۴۹)
- اسلوونی (۴۰)
- آفریقای جنوبی (۱)
- اسپانیا (۷)
- سوئد (۱۰۲)
- سوئیس (۱۱۰)
- چین تایپه (۶)
- تاجیکستان (۱)
- تایلند (۱)
- ترینیداد و توباگو (۲)
- ترکیه (۳)
- اوکراین (۶۸)
- ایالات متحده آمریکا (۲۰۲) (میزبان)
- ازبکستان (۶)
- ونزوئلا (۴)
- جزایر ویرجین (۸)
- یوگسلاوی (۶)

## جدول مدال‌ها

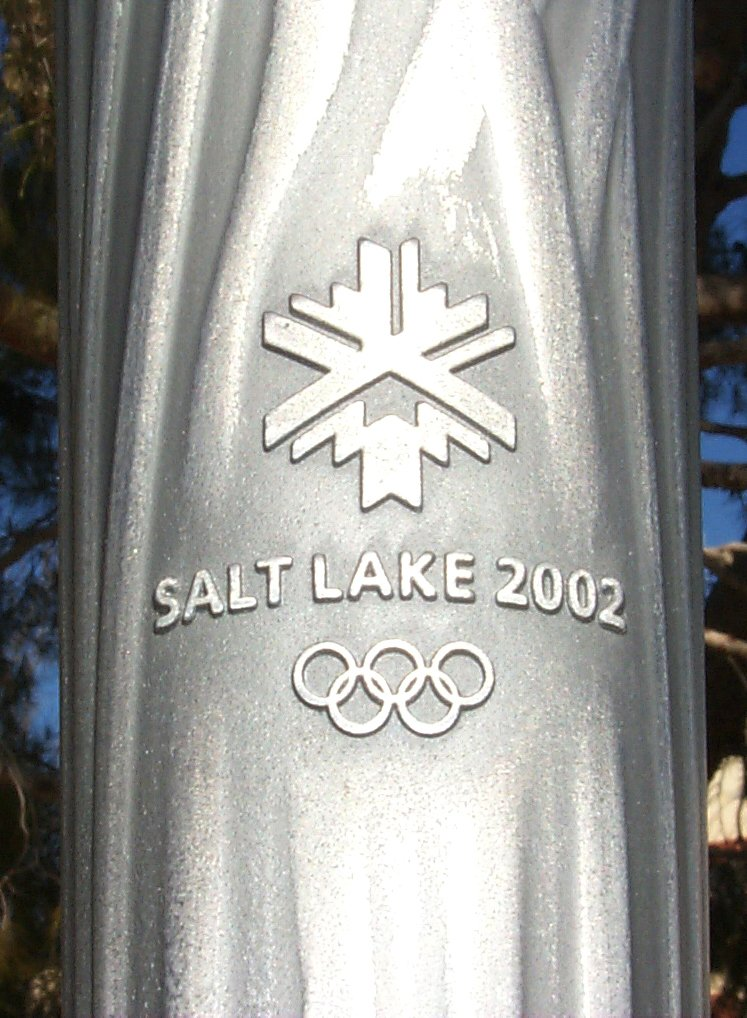
مشعل المپیک زمستانی ۲۰۰۲

| رتبه            | کشور                 | طلا | نقره | برنز | مجموع |
| --------------- | -------------------- | --- | ---- | ---- | ----- |
| ۱               | نروژ                 | ۱۳  | ۵    | ۷    | ۲۵    |
| ۲               | آلمان                | ۱۲  | ۱۶   | ۸    | ۳۶    |
| ۳               | ایالات متحده آمریکا* | ۱۰  | ۱۳   | ۱۱   | ۳۴    |
| ۴               | کانادا               | ۷   | ۳    | ۷    | ۱۷    |
| ۵               | روسیه                | ۵   | ۴    | ۴    | ۱۳    |
| ۶               | فرانسه               | ۴   | ۵    | ۲    | ۱۱    |
| ۷               | ایتالیا              | ۴   | ۴    | ۵    | ۱۳    |
| ۸               | فنلاند               | ۴   | ۲    | ۱    | ۷     |
| ۹               | هلند                 | ۳   | ۵    | ۰    | ۸     |
| ۱۰              | اتریش                | ۳   | ۴    | ۱۰   | ۱۷    |
| ۱۱              | سوئیس                | ۳   | ۲    | ۶    | ۱۱    |
| ۱۲              | کرواسی               | ۳   | ۱    | ۰    | ۴     |
| ۱۳              | چین                  | ۲   | ۲    | ۴    | ۸     |
| ۱۴              | کره جنوبی            | ۲   | ۲    | ۰    | ۴     |
| ۱۵              | استرالیا             | ۲   | ۰    | ۰    | ۲     |
| ۱۶              | جمهوری چک            | ۱   | ۲    | ۰    | ۳     |
| ۱۷              | استونی               | ۱   | ۱    | ۱    | ۳     |
| ۱۸              | بریتانیای کبیر       | ۱   | ۰    | ۱    | ۲     |
| ۱۹              | سوئد                 | ۰   | ۲    | ۵    | ۷     |
| ۲۰              | بلغارستان            | ۰   | ۱    | ۲    | ۳     |
| ۲۱              | لهستان               | ۰   | ۱    | ۱    | ۲     |
| ۲۱              | ژاپن                 | ۰   | ۱    | ۱    | ۲     |
| ۲۳              | اسلوونی              | ۰   | ۰    | ۱    | ۱     |
| ۲۳              | بلاروس               | ۰   | ۰    | ۱    | ۱     |
| مجموع (۲۴ کشور) | مجموع (۲۴ کشور)      | ۸۰  | ۷۶   | ۷۸   | ۲۳۴   |